# Баукер, Ричард Роджерс
Ричард Роджерс Баукер (англ. Richard Rogers Bowker; 4 сентября 1848, Сейлем, Массачусетс, США — 12 ноября 1933, Стокбридж, Массачусетс, США) — американский библиотековед, издатель, общественный деятель и редактор.

## Биография
Родился 4 сентября 1848 года в Сейлеме. В 1863 году поступил в городской колледж Нью-Йорка, который он окончил в 1868 году, сразу же после окончания колледжа занялся редакторской деятельностью — являлся главным редактором газет Evening mail, Library Journal, Publisher's Weekly, неизвестной студенческой газеты, а также ряда других газет США. Писал также статьи по библиотечному делу. Являлся основателем Бруклинской публичной библиотеки, которая распахнула свои двери в 1902 году. Являлся создателем Ежегодного альманаха библиотечного и книжного дела, который продолжает выходить и поныне.
Скончался 12 ноября 1933 года в Стокбридже.

## Научные работы
Основные научные работы посвящены библиотековедению.

## Членство в обществах
- Президент Американской библиотечной ассоциации
- Член совета Американской библиотечной ассоциации